# Yvonne Sjöstedt
Yvonne Sjöstedt, född 1894 i Paris, död 1966, var en svensk-fransk målare.
Hon var dotter till det svenska Utrikesdepartementets pressombudsman i Paris Erik Valentin Sjöstedt och författaren Léonie Pauline Emilie Marie Bernardini-Douay. Sjöstedt växte upp i Paris och studerade konst vid olika skolor i Frankrike. Bland hennes offentliga arbeten märks en större emaljfris som hon utförde för järnvägsstationen i Saint-Amand 1928. Hon medverkade sedan 1924 i Salon des Tuileries. Vid faderns bortgång 1929 var hon professor vid Sorbonne.